# Josep Maria Martorell i Graupera
Josep Maria Martorell i Graupera   (Mataró, 9 de setembre de 1957), conegut també com a Josep Martorell, és un ex-pilot de trial català que destacà en competicions estatals durant la dècada del 1980, quan participà al campionat d'Espanya com a membre de l'equip oficial de Bultaco. Martorell era el company de viatge de Marcel·lí Corchs el 1984, quan tots dos patiren un greu accident d'automòbil a l'autopista que posà fi a la vida de Corchs i deixà el maresmenc amb greus ferides. Martorell seguí encara competint unes temporades més pilotant una Merlin i amb el suport de Motos JAB, el taller de Mataró propietat del pare de José Antonio Benítez.

## Palmarès
Font:
| Any  | Motocicleta | C. d'Espanya |
| ---- | ----------- | ------------ |
| 1980 | Montesa     | 11è          |
| 1981 | Bultaco?    | 13è          |
| 1982 | Bultaco     | 8è           |
| 1983 | Bultaco?    | 11è          |
| 1984 | Bultaco?    | 17è          |